# Egidio Musollino
Egidio Musollino (... – Napoli, 22 febbraio 1951) è stato un imprenditore e dirigente sportivo italiano.

## Biografia
Il commendatore Egidio Musollino era nato a Napoli il l Gennaio 1908. Fu un imprenditore dell'industria conciaria, ed è stato nel dopoguerra uno dei migliori dirigenti del Napoli, ricoprendo anche la carica di presidente dal 1948 al 1951.

## Dirigente sportivo
Disponendo di liquidità, entrò a far parte degli organici del club il 28 ottobre 1945 insieme con Alfonso Cuomo, Giuseppe Muscariello e Pasquale Russo.

Con il nuovo riassetto societario del 20 febbraio 1947, fu uno dei consiglieri del sodalizio partenopeo.

Dopo il caos societario agli inizi del 1948, Musollino si ritrovò ancora consigliere sotto la reggenza di Muscariello, ma in seguito ai fatti di Bologna divenne presidente del club il 10 agosto 1948.
Si adoperò per il pronto ritorno in A chiamando in panchina Felice Borel ma in campionato fu solo un 5º posto. Nel 1949-1950 con alla guida Eraldo Monzeglio ed una campagna acquisti che portò all'ombra del Vesuvio giocatori come Delfrati, Vultaggio, De Andreis, Todeschini, Astorri, Dagianti e Gramaglia, il Napoli vinse il campionato davanti all'Udinese.

Con il ritorno in A, Musollino acquistò alcuni giocatori a fine carriera, per garantire al club la permanenza in massima serie, tra questi Amedeo Amadei, Leandro Remondini e Giuseppe Casari. Il Napoli terminò il campionato al 7º posto.

## La morte improvvisa
Dopo un mese dall'inizio del girone di ritorno del campionato 1950-1951, il presidente Musollino morì di infarto a 43 anni. La sera del 22 febbraio 1951, il ristorante D'Angelo situato al Vomero, antistante l'abitazione di Musollino, andò a fuoco. Musollino si affacciò al balcone ad assistere al rogo, per poi rimettersi a letto. Dopo qualche ora ci fu il decesso nel sonno.

Il 3 marzo 1951, l'assemblea straordinaria del club nominò Musollino presidente onorario.